# Lindeman
För andra betydelser, se Lindeman (olika betydelser).
Lindeman var en samling komiska figurer spelade av Hans Alfredson, som gjorde dessa otaliga gånger på scen. 

## Historik
Figuren dök först upp som Valfrid Lindeman i revyn Gröna hund 1962. Till  Gula hund (1964) kom Malte, Valfrid Lindemans son. I Lådan (1966–1967) och Under dubbelgöken (1979) förekom Lindemän i en  mängd olika skepnader med olika förnamn. I Hylands hörna gjorde Hasse och Tage en Lindeman 1962.
Grundkonceptet var att en intervjuare, inledningsvis spelad av Lasse O'Månsson och sedermera Tage Danielsson, presenterade ett dagsaktuellt ämne i form av ett yrke och ett namn på en Lindeman för Hasse som sedan improviserade runt ämnet. Några exempel är stugägare Kenneth Lindeman, punkrockare Trindeman Lindeman eller fotbollstränare Bob Lindeman. Humorn är ofta fantasifull, lekfull och surrealistisk, exempelvis som när stugägaren Kenneth Lindeman måste krypa ner genom skorstenen för att komma in i sin stuga. Genom Lindemännen fick Hasse visa prov på både sin fantasi, improvisationsförmåga och stora allmänbildning. För varje Lindeman mejslade Hasse ut en egen karaktär, de flesta med en egen speciell personlighet, dialekt eller sätt att tala.
Många av Lindemännen har getts ut på Hasseåtages egen skivetikett Svenska Ljud, på skivor som Ännu flera Lindemän!! (1968), Lindeman på nya äventyr bland älgar och isbjörnar (1975) och Göken Lindeman tjatar vidare (1981). Den 29 oktober 2008 kom CD-boxen Lindemans låda – fullare än någonsin, med 50 tidigare outgivna Lindemän.
Det exakta antalet gånger Hasse gjorde Lindeman är osäkert. Det har hävdats att han gjorde Lindeman 1 300 gånger, men i en bok från 2021 ifrågasätter Kalle Lind siffran och menar att det snarare rör sig om 535 gånger. Totalt 374 ”Lindemän” var år 2008 kända och 371 av dessa inspelade, varav 198 utgivna på skiva; Schöier och Wermelin anger dock detta utan några specificeringar. Björn Anderssons webbplats Lindeman har kontinuerligt uppdaterat antalet kända figurer genom studier av tidningsarkiv – inklusive recensioner och radiosändningar av outgivna Lindemän – och privata inspelningar. Webbplatsen anger, baserat på antalet föreställningar, maxantalet till cirka 620.

## Siffror kring Lindeman
Siffror kring Lindeman:
178 Lindemän spelades in på Gröna hund och kallades Valfrid Lindeman.
88 Lindemän spelades in på Gula hund. Dessa heter alla Malte Lindeman, förutom Malta Lindeman och Tarzan Lindeman.
61 spelades in på Lådan.
41 spelades in på Under dubbelgöken.
Den längsta Lindemannen är 9 minuter och 40 sekunder. Detta är Poliskonstapel Valfrid Lindeman.
Den kortaste Lindeman är 1 minuter och 42 sekunder, musiker Malte Lindeman.
Bara sedan 1990-talet fram till 2008 hade Lindeman spelats över 700 gånger på Sveriges Radio.